# Stephan von Huene

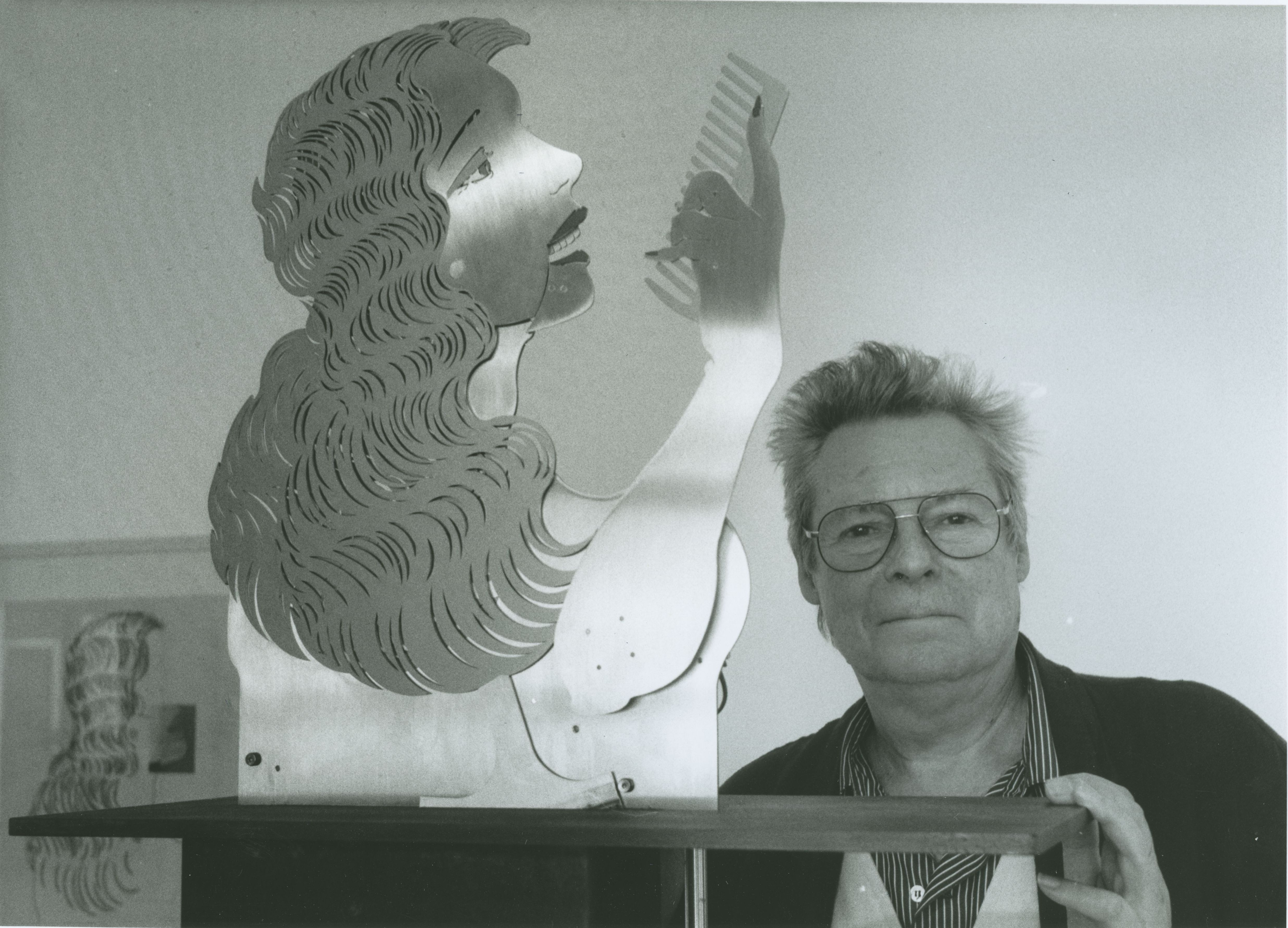
Stephan von Huene mit „Die neue Lore Ley II“, 1997

Stephan von Huene (* 15. September 1932 in Los Angeles; † 5. September 2000 in Hamburg) war ein amerikanischer Künstler, in dessen Klangskulpturen Kunst und Wissenschaft zusammenkommen, Bilder, Töne und Bewegung sich synästhetisch vereinen.

## Leben
Stephan von Huene studierte Malerei, Zeichnung und Design am Chouinard Art Institute (Bachelor of Arts), sowie Kunst und Kunstgeschichte an der University of California, Los Angeles (Master of Arts). Seine ersten, abstrakt expressionistischen, später auch kollagierten Bilder entstanden Anfang der 1960er Jahre, zeitgleich auch Serien von vorwiegend figurativen Feder- und Bleistiftzeichnungen. Das Zeichnen als eine gleichermaßen spielerische wie zielgerichtete Form des Suchens war für ihn ein Leben lang essentieller Teil seiner Arbeit. Es diente der Selbstbeobachtung im Schaffensprozess ebenso wie der Ideenfindung und -manifestation. Das Phänomen des Lautmalerischen zeigt sich bereits in den frühen Bildern und Zeichnungen.
In den 1960er Jahren entstanden u. a. vom Surrealismus inspirierte Skulpturen aus Holz, Leder und anderen Materialien. Zwischen 1964 und 1970 konstruierte Stephan von Huene seine ersten Klangskulpturen, die auf Untersuchungen zur Akustik von Musikinstrumenten, mechanischen Klavieren (Playerpianos), Musikautomaten und Orgeln basierten und mit optoelektronischen Programmen (Lochstreifen) gesteuert wurden. In diesem Zusammenhang stand auch Stephan von Huenes umfangreiche theoretische Auseinandersetzung mit akustischen Phänomenen; hierfür war die Lektüre von Hermann von Helmholtz’ „Lehre von den Tonempfindungen“ (1865) ebenso wie Dayton C. Millers „The Science of musical Sounds“ (1916) prägend.
Die Entwicklung elektronischer Programme wurde für die späteren Werke genutzt, bei denen die Beschäftigung mit der Kommunikationstheorie und ihrer Anwendung auf die künstlerische Arbeit eine Rolle spielte. Gregory Bateson, Paul Watzlawick und später auch der Kybernetiker und Freund Heinz von Foerster waren hier wichtige und anregende Informationsquellen. Mit Allan Kaprow und Ed Kienholz, aber auch dem Maler Sam Francis war Stephan von Huene seit seinen frühen Künstlertagen befreundet. Mit dem Komponisten James Tenney arbeitete er zusammen an der „Drum“ für das Exploratorium in San Francisco. In der Hamburger Zeit begegnete er dem Komponisten György Ligeti. Mit den Kunsthistorikern Horst Bredekamp und Martin Warnke sowie dem Historiker Achatz von Müller entwickelten sich enge Beziehungen, die teilweise auch im Werk reflektiert werden, so zum Beispiel im Jahr 1997 in den Arbeiten „What’s wrong with Art“, „Blaue Bücher“ und „Eingangsfragen/Ausgangsfragen“.
Stephan von Huene war seit seinen Studententagen ein engagierter Lehrer, zu seinen Studentinnen und Studenten gehörten Mira Schor, Olav Westphalen und Thomas Zitzwitz. Er unterrichtete „sculpture“ am California Institute of the Arts von 1971 bis 1980, später in Europa auch Grundklassen im Zeichnen (was für ihn vor allem Wahrnehmung/perception bedeutete) u. a. an der Sommerakademie in Salzburg.
1977/78 war Stephan von Huene Stipendiat des Deutschen Akademischen Künstlerprogramms in Berlin, 1980 verlegte er sein Studio von Los Angeles nach Hamburg. 1991 war er im Rahmen des Scholar-Programms am Getty Research Institute in Santa Monica. In Karlsruhe baute er von 1992 bis 1997 an der Hochschule für Gestaltung im Fachbereich Medienkunst das „Low Fidelity Studio“ auf. 1997 war er als Gast in der Villa Aurora in Pacific Palisades.
Von Huene war mit der Kunstkritikerin und Feuilletonredakteurin der Wochenzeitung Die Zeit Petra Kipphoff verheiratet. Im Rahmen eines Briefwechsels entstanden von Huenes ZEIT-Collagen. Petra Kipphoff hatte ihm Ausgaben der genannten Wochenzeitung per Post geschickt, dieser antwortete mit auf Din A4-Blätter geklebten Ausschnitten aus Fotos und Satzfetzen der ZEIT, die durch eigene Zeichnungen und Beschriftungen ergänzt wurden. Die Arbeiten wurden 2003 erstmals in der Hamburger Kunsthalle ausgestellt und sind 2014 als Schenkung des ZEIT-Verlags in die Sammlung der Hamburger Kunsthalle gelangt.

## Kinetik- und Klangskulpturen
Die sich bewegenden, klingenden Skulpturen stehen im Zentrum der Kunst Stephan von Huenes. In den 1960er Jahren konstruierte er mechanisch angetriebene, skulpturale Objekte, die teils wie geheimnisvolle Körper, teils wie kuriose Möbelstücke im Raum stehen und auf Knopfdruck ihr Eigenleben entfalten. Für Allan Kaprow strahlten sie eine „magische Präsenz“ aus. In den 1970er und 80er Jahren gewinnen diese Skulpturen den Charakter automatischer Musikinstrumente. Mit den Text Tones werden sie zur interaktiven Klang-Installation erweitert, die den ganzen Raum einnimmt. In den 1990er Jahren kommen noch weitere Bildmedien hinzu, Zeichnungen in Tisch Tänzer und Projektionen z. B. in Blaue Bücher und Sirenen Low.

### 1964–1969
Die frühen Skulpturen in der 2. Hälfte der 1960er Jahre waren „motivisch, stilistisch und konzeptionell der Ausgangspunkt für von Huenes Schaffen im Zwischenraum von Form, Klang, Bewegung und Sprache, und zugleich die Konsequenz aus seinen zeichnerischen und skulpturalen Werken“ in der 1. Hälfte der 1960er Jahre (Zt. aus: Alexis Ruccius, Klangkunst als Embodiment, Frankfurt/Main 2019, S. 9). Aus den Brot- und Leder-Skulpturen werden mechanisch bewegte Apparate aus Holz, Metall und elektronisch gesteuertem Innenleben entwickelt, die anfangs noch an traditionelle Skulpturen erinnern (so z. B. Kaleidophonic Dog). In der Folge werden sie aber zu Kunstobjekten, die die traditionelle Dualität von Skulptur und Podest zu einer Einheit zusammenziehen (z. B. Rosebud Annunciator).

### 1969–1983
In den 1970er Jahren expandieren Stephan von Huenes Skulpturen in den Raum hinein. Dies geschieht zunächst vor allem mit der Lautstärke und Intensität des Klangs (Totem Tones, Glas Pipes). Gleichzeitig reduziert der Künstler das materielle Gewicht und die visuelle Präsenz der Werke, indem er mit minimalistischen Formen arbeitet, die vor allem als Träger des technischen Instrumentariums dienen. Die Werke nähern sich damit auch anschaulich der Immaterialität des Klangs, den sie erzeugen und der ins Zentrum der Wahrnehmung gerät (Glas Pipes, Drum I). Die Orientierung vom mechanischen Objekt, das Klang erzeugt, zu einem Instrument, dessen Klang den Raum als ganzen erfüllt, wird mit den Text Tones (ab 1979) insofern erweitert, als die Betrachter/Zuhörer als aktive Teilhaber des Werks einbezogen werden. Die Metallrohre der Text Tones sind mit Mikrofonen ausgestattet, nehmen Töne und Geräusche auf, die Besucher von sich geben, modifizieren sie computergesteuert und bringen sie zu Gehör. Der Besucher kann sich in den von ihm verursachten Tönen der Text Tones wiedererkennen und sie bewusst beeinflussen, mithin direkt an dem Werk partizipieren.

### 1985–1992
War in früheren Jahren, z. B. in der interaktiven Klang-Installation Text Tones, die Aufnahme nicht nur der gesprochenen Sprache, sondern auch aller anderen Umgebungsgeräusche genutzt worden (so zum Beispiel Schritte, Klatschen u. a. Lautäußerungen der Besucher) lag der Fokus Stephan von Huenes ab Mitte der 1980er Jahre vor allem auf der Reflexion von Verbal- und Körpersprache und der Erweiterung der Korrespondenzen zwischen verschiedenen Bildmedien. Sprachzerfall und Neubestimmungen der Buchstaben menschlichen Ausdrucks thematisieren Erweiterter Schwitters, eine Referenz an den Dadaisten und Dichter der Sprachlaute Kurt Schwitters, und Lexichaos, eine raumfüllende Installation, in der das Alphabet in seine Bestandteile zerlegt und die Geschichte der babylonischen Sprachverwirrung anschaulich wird. Von Huene bewegte sich ab 1985 frei zwischen den Gestaltungen von skulptural aufgefassten figürlichen Automaten und Rauminstallationen. Die Synthese dieser künstlerischen Auffassungen von Skulptur/Installation erreichte er in seinem technisch und räumlich aufwändigsten Werk Tisch Tänzer (ZKM in Karlsruhe). Vier Automaten-Skulpturen und vierzehn großformatige Zeichnungen zeigen einerseits ein computergesteuert ablaufendes ‚Bühnenstück‘, dessen Texte aus Reden führender US-amerikanischer Politiker bestehen, und konfrontieren andererseits die Ausstellungsbesucher ironisch auch mit sich selbst.

### 1995–1998
In der zweiten Hälfte der 1990er Jahre fokussiert Stephan von Huene Themen, die im Anschluss an Tisch Tänzer auf das Betriebssystem Kunst und die Kunstgeschichte bezogen sind. Dazu gehört z. B. What’s wrong with Art, eine Sprachcollage aus Fragmenten von Künstler- und Kunstkritiker-Kommentaren, die sich solange gegenseitig ins Wort fallen, bis „wrong“ und „right“ ununterscheidbar geworden sind. In Blaue Bücher wird die Kritik konkreter, der Hamburger Kunsthistoriker Martin Warnke wandte sich in den 1970er Jahren nachdrücklich gegen den Wissenschaftsjargon einer älteren Generation von Kunsthistorikern, die unter anderem auch in populärwissenschaftlichen Reihen wie den Reclam-Heften und den „Blauen Büchern“ veröffentlichten. Die Trommel als Projektionsfläche und Schlaginstrument vermittelt, wie der Künstler die Kritik verstanden wissen wollte: als bildlich-anschauliches wie lautlich-eindringliches Lehrstück zum Verhältnis von Werk und Sprache.

## Werke (Auswahl)
- Kaleidophonic Dog, 1967 (Los Angeles County Museum)
- Tap Dancer, 1967 (Nachlass Ed Kienholz)
- Totem Tones I-IV, 1969 (verschiedene Besitzer)
- Rosebud Annunciator (Museum Ludwig, Köln)
- Text Tones, 1979/82/3 (Hamburger Kunsthalle)
- Die Zauberflöte, 1985 (Nachlass Stephan von Huene)
- Erweiterter Schwitters, 1987 (Sprengel Museum, Hannover)
- TischTänzer, 1988/93 (ZKM │ Museum für Neue Kunst, Karlsruhe)
- Lexichaos, 1990 (Helmholtz Institut an der Humboldt-Universität, Berlin)
- Drum II, 1992 (Wilhelm Lehmbruck Museum, Duisburg)
- Die Neue Lore Ley II, 1997 (Max Liebermann Haus, Stiftung „Brandenburger Tor“, Berlin)
- What’s wrong with Art?, 1997 (Nachlass Stephan von Huene)
- Sirenen Low, 1999 (Staatliche Kunstsammlungen Dresden, Albertinum)

## Ausstellungen (Auswahl)
Einzelausstellungen
- 2021 Stephan von Huene. Lexichaos, Boulezsaal, Barenboim-Said Akademie, Berlin (Kat.)
- 2020/21 Stephan von Huene. What’s wrong with art?, Zentrum für Kunst und Medien (ZKM), Karlsruhe (Kat.)
- 2010 Stephan von Huene. The Song of the Line. Die Zeichnungen 1950–1999, Hamburger Kunsthalle, Hamburg/Max Liebermann Haus, Berlin/ZKM, Karlsruhe (Kat.)
- 2005/06 Stephan von Huene – Grenzgänger, Grenzverschieber, Zentrum für Kunst und Medien (ZKM), Karlsruhe (Kat.)
- 2002/03 Tune the World. Stephan von Huene. Die Retrospektive, Haus der Kunst, München; Stiftung Wilhelm Lehmbruck Museum, Duisburg; Hamburger Kunsthalle (Kat.)
- 1998 What's wrong with Culture? Neues Museum Weserburg, Bremen (Kat.)
- 1990 Klangskulpturen, Louisiana Museum, Humlebæk (Kat.); Galerie Hans Mayer, Düsseldorf; Lexichaos, Hamburger Kunsthalle, Hamburg (Kat.)
- 1983/84 Staatliche Kunsthalle Baden-Baden, Baden-Baden (Kat.); Kestnergesellschaft, Hannover; Museum Ludwig, Köln; Berliner Kunstverein im Charlottenburger Schloss, Berlin
- 1974 Museum of Contemporary Art, Chicago
- 1970 Whitney Museum of American Art, New York (Kat.); San Francisco Museum of Modern Art, San Francisco
- 1969 Los Angeles County Museum of Art. Los Angeles (Kat.)

Gruppenausstellungen
- 2014: Art or Sound, Fondazione Prada, Venedig (Kat.)
- 2008 Babylon. Mythos und Wahrheit, Pergamon Museum, Berlin
- 2006 Ein Zauberflöten-Automat, Ausstellung zum 350. Geburtstag von W. A. Mozart, Kunsthistorisches Museum Wien, Wien
- 2000 Sonic Boom, Hayward Gallery, London; Theatrum Naturae et Artis, Martin-Gropius-Bau, Berlin; Maschinentheater, Städtische Museen Heilbronn, Heilbronn
- 1996 Sonambiente, Festival für Hören und Sehen, Akademie der Künste, Berlin
- 1995 46. Biennale, Venedig
- 1993 Artec 93, Nagoya, Japan; Multimediale 3, ZKM, Karlsruhe
- 1987 documenta 8, Kassel
- 1986 Inventionen 86. Musik und Sprache, Akademie der Künste, Berlin
- 1985 Vom Klang der Bilder, Staatsgalerie Stuttgart, Stuttgart
- 1980 Für Augen und Ohren, Akademie der Künste, Berlin
- 1979 Sound Sculpture, Los Angeles Institute of Contemporary Art, Los Angeles
- 1976 37. Biennale, Venedig. Painting and Sculpture in California, San Francisco
- 1975 Sehen um zu hören, Düsseldorf/San Francisco
- 1973 Sound Sculpture, Vancouver Art Gallery, Vancouver
- 1972 California Institute of Technology, Pasadena
- 1968 The West Coast Now, Portland
- 1967 Electro Magica (International Electric Art Exhibit), Tokio
- 1967 American Sculpture of the Sixties, New York/Los Angeles/Washington D.C.
- 1966 California Art Now, San Francisco/Seattle/Washington
- 1962 Long Beach Museum
- 1961 Pasadena Art Museum